# Masia dels Plans
Masia dels Plans és una masia de Florejacs, al municipi de Torrefeta i Florejacs (Segarra), inclosa a l'Inventari del Patrimoni Arquitectònic de Catalunya.

## Descripció
Edifici de quatre façanes i tres plantes. A la façana sud, hi ha una entrada amb llinda de pedra i porta de fusta de doble batent. A la seva esquerra hi ha una espitllera i a la seva dreta una finestra. A la planta següent hi ha tres finestres contornejades amb carreus i amb ampit. A la planta següent hi ha tres petites finestres contornejades amb carreus. A la façana oest hi ha una finestra contornejada amb carreus a la segona planta, i una de similar però més petita a la darrera. A la façana nord no hi ha cap obertura, però té dos petits edificis adjunts a la façana. A la façana est hi ha una edificació adjunta. A la façana hi ha una finestra a la segona planta i una a la darrera. La coberta és de dos vessants (nord-sud), acabada amb teules.
L'edifici adjunt a la façana nord té una gran obertura a la façana oest. La coberta és d'un vessant (oest), acabada amb teules.
A la façana est hi ha una construcció moderna feta amb totxos a la segona planta, té una finestra a l'est i una porta al nord que dona a una terrassa amb barana de ferro. La coberta és d'un vessant (est), i uralita.